# Surry
|  | Per a altres significats, vegeu «Surry (desambiguació)». |

Surry és una població del Comtat de Surry (Virgínia) als Estats Units d'Amèrica. Segons el cens dels Estats Units del 2000 tenia 262 habitants.

## Demografia
Segons el cens del 2000 Surry tenia 262 habitants, 109 habitatges, i 80 famílies. La densitat de població era de 124,9 habitants per km².
Dels 109 habitatges en un 30,3% hi vivien nens de menys de 18 anys, en un 53,2% hi vivien parelles casades, en un 11,9% dones solteres, i en un 26,6% no eren unitats familiars. En el 24,8% dels habitatges hi vivien persones soles el 8,3% de les quals corresponia a persones de 65 anys o més que vivien soles. El nombre mitjà de persones vivint en cada habitatge era de 2,4 i el nombre mitjà de persones que vivien en cada família era de 2,83.
Per edats la població es repartia de la següent manera: un 21,8% tenia menys de 18 anys, un 8,4% entre 18 i 24, un 33,2% entre 25 i 44, un 21,4% de 45 a 60 i un 15,3% 65 anys o més.
L'edat mediana era de 39 anys. Per cada 100 dones de 18 o més anys hi havia 97,1 homes.
La renda mediana per habitatge era de 42.361 $ i la renda mediana per família de 51.071 $. Els homes tenien una renda mediana de 30.000 $ mentre que les dones 22.500 $. La renda per capita de la població era de 21.606 $. Entorn del 10,8% de les famílies i el 10,7% de la població estaven per davall del llindar de pobresa.

## Poblacions properes
El següent diagrama mostra les poblacions més properes.